# (10886) Mitsuroohba
(10886) Mitsuroohba est un astéroïde de la ceinture principale.

## Description
(10886) Mitsuroohba est un astéroïde de la ceinture principale. Il fut découvert le 10 novembre 1996 à Nanyo par Tomimaru Okuni. Il présente une orbite caractérisée par un demi-grand axe de 3,18 UA, une excentricité de 0,02 et une inclinaison de 6,6° par rapport à l'écliptique.

## Compléments